# Urashimea globosa
Urashimea globosa är en nässeldjursart som beskrevs av Kamakiche Kishinouye 1910. Urashimea globosa ingår i släktet Urashimea och familjen Eudendriidae. Inga underarter finns listade i Catalogue of Life.